# Abu-Yahya I Yaghmuràssan ibn Zayyan
Abu-Yahya Yaghmuràssan ibn Zayyan ibn Thàbit ibn Muhàmmad (àrab: أبو يحيى يغمراسـن بن زيان بن ثابت بن محمد, Abū Yaḥyà Yaḡmurāsan b. Zayyān b. Ṯābit b. Muḥammad), més conegut com a Abu-Yahya I o Yaghmuràssan (vers 1206-1209 - 1283) fou el fundador de la dinastia dels abdalwadites o zayyànides que va governar a Tlemcen. Era fill del xeic de la tribu dels Banu Abd-al-Wad del grup amazic zanata. Els Abd-al-Wad s'havien establert a Tlemcen en temps dels almohades, sota la seva sobirania.
El cap de la tribu era Djaber ibn Yusuf ibn Muhammad, fill de l'oncle patern de Yaghmuràssan; Djaber va morir poc després al sotmetre una població rebel i el va succeir el seu fill Hasan ibn Djaber que als sis mesos fou expulsat pels habitants pel seu mal govern. Llavors fou proclamat emir Abu Ezzah Zaydan (Abu Uzza Zajan) ibn Zayan, al que els Beni Motthar i els Beni Rashid no van voler reconèixer i l'emir va acabar morint en una de les batalles que es van lliurar; el 1236 el seu germà Yaghmuràssan el va succeir al capdavant de la tribu. Els Beni Motthar i els Beni Rashid es van mantenir rebels però foren sotmesos aviat.
El 4 de gener de 1240 el sultà almohade Abd-al-Wàhid ar-Raixid (1232-1242) li va concedir la investidura de la regió de Tlemcen com a subordinat en el lloc del fins aleshores governador Abu Saïd Uthman ibn Yakub al-Mansur, nebot del sultà almohade Abu-l-Ulà Idrís al-Mamun (1227-1232).
El 1242 va haver de lluitar contra l'emir hàfsida de Tunis, Abu-Zakariyyà Yahya (I); aquest va enviar un valuós regal a Tlemcen pel sultà almohade però Yaghmuràssan se'n va apoderar; no hi va haver reacció almohade el que va decidir als abdalwadites a fer-se independents; no se sap en quina data fou entre el 1242 i el 1247, en què Abu Zakariyyà va arribar fins a Tlemcen (el 1250 a la font principal emprada per escriure aquest article, però sembla un error); davant un exèrcit imposant, en el qual segons les fonts només els arquers eren 30.000, Yaghmuràssan es va retirar a territori dels Banu Urnid (Banu Ournid) amb els seus col·laboradors, les seves dones i el tresor. L'hàfsida va entrar a Tlemcen i va oferir el govern a diversos oficials abdalwadites, però tots el van refusar i Abu Zakariyya va decidir cridar a Yaghmuràssan al que va oferir la pau i li va concedir el govern de Tlemcen a canvi d'una aliança contra els almohades ara governats per Abu-l-Hàssan Alí as-Saïd (1242-1248). Els hàfsides es van retirar de Tlemcen on va entrar l'emir abdalwadita que a més va rebre en feu diverses viles a Ifríqiya que tenien unes rendes de cent mil dinars. En la tornada Abu Zakariya va donar a les tribus amazigues dels Banu Tudjin, Maghrawa i Mellikech nous governants per servir de tampó entre els dominis hàfsides i els abdalwadites.
L'almohade Saïd, assabentat, va atacar Tlemcen amb un fort exèrcit del que formaven part els benimerins que s'havien sotmès i havien entregat ostatges; Yaghmuràssan es va retirar a la fortalesa de Temzezdict (Tamazdight) que també fou atacada pel sultà almohade, amb la idea d'establir el setge; el campament es va establir a Isly i l'emir fou convidat a retornar a l'obediència llegint el nom del sultà a la khutba i encunyant moneda en nom seu, però Yaghmuràssan va rebutjar la proposta. Saïd va passar a l'atac per les gorgues de les muntanyes a la rodalia de la fortalesa i en la batalla que es va lliurar el sultà va morir (juny del 1248) a mans de Yusuf ibn Khazrun (el va succeir Abu-Hafs Úmar al-Murtada).
El visir Abu l-Hasan ibn Khelas, governador de Ceuta, s'havia revoltat contra Saïd i va reconèixer Yaghmuràssan com a sobirà.
Una gran part del regnat de Yaghmuràssan va estar dedicat a lluitar contra els àrabs del Sàhara, i contra els Tudjin, els Maghrawa i alguns altres grups, però sobretot contra els Banu Marín (marínides o benimerins) de Fes. Contra ells, l'emir de Tlemcen es va aliar fins i tot a Alfons X de Castella, interessat a evitar les incursions marínides cap a la península Ibèrica. El 1257 l'emir abdalwadita va assetjar Sigilmasa que va aconseguir ocupar finalment el 1263/1264. Va restar aliat dels hàfsides.
Va morir a Miliana el 1283 quan anava a acollir una princesa hàfsida que s'havia de casar amb el seu fill Abu-Saïd Uthman I que el va succeir.
És considerat un príncep prudent, protector de les lletres i dels savis i va deixar diverses construccions religioses a Tlemcen.